# Oonopinus
Oonopinus là một chi nhện trong họ Oonopidae.